# 蓋恩斯維爾 (喬治亞州)
蓋恩斯維爾（英語：Gainesville）是一個位於美国喬治亞州霍爾縣的城市。根據2010年美國人口普查，該地共人口33804人，而該地的面積約為87.70平方千米。同時該地也是霍爾縣的縣治。

## 地理
蓋恩斯維爾的座標為34°18′16″N 83°50′02″W / 34.30444°N 83.83389°W，而該地的平均海拔高度為381米（即1250英尺）。